# Nicol Bertozzi
Nicol Bertozzi (5 de abril de 2000) é uma jogadora de vôlei de praia italiana.

## Carreira
Em 2018, Bertozzi e Claudia Scampoli competiram na modalidade vôlei de praia nos Jogos Olímpicos da Juventude de 2018 em Buenos Aires, primeiro vencendo 2-0 a Vanuatu para depois avançar contra Romina Ediger e Giuliana Poletti de Paraguai, e depois avançando ante María González e Allanis Navas de Porto Rico, para finalmente conformar com a prata depois de cair na final ante Maria Voronina e Mariia Bocharova de Rússia. Após isto, competiu nos campeonatos italianos femininos de praia junto a Anna Dalmazzo.